# قورباغه‌های جیغ‌کش
قورباغه‌های جیغ‌کش (نام علمی: Arthroleptis) نام یک سرده از تیره قورباغه‌های جیرجیری است.